# Trimley St. Mary
Trimley St. Mary is een plaats en civil parish in het Engelse graafschap Suffolk.